# Synchorema zygoneurum
Synchorema zygoneurum là một loài Trichoptera trong họ Hydrobiosidae. Chúng phân bố ở miền Australasia.